# Pitak Noikwa
Pitak Noikwa (thailändisch พิทักษ์ น้อยขวา, * 18. Dezember 1989 in Khon Kaen) ist ein thailändischer Fußballspieler.

## Karriere
Pitak Noikwa stand bis Mitte 2013 beim Chainat Hornbill FC unter Vertrag. Der Verein aus Chainat spielte in der ersten Liga des Landes, der Thai Premier League. Für Chainat absolvierte er 2013 drei Erstligaspiele. Zur Rückserie wechselte er zum Drittligisten Sukhothai FC. Mit dem Verein aus Sukhothai spielte er in der dritten Liga, der damaligen Regional League Division 2, in der Northern Region. Über den Kasetsart FC aus Bangkok ging er Mitte 2015 zum Erstligisten Army United. Mit dem ebenfalls in der Hauptstadt beheimateten Verein spielte er dreimal in der ersten Liga. Ende 2016 stieg er mit der Army in die zweite Liga ab. Wo er von 2017 bis 2018 unter Vertrag stand, ist unbekannt. 2019 verpflichtete ihn der Drittligist Nakhon Si United FC aus Nakhon Si Thammarat. Der Verein spielte in der dritten Liga, der Thai League 3, in der Upper Region. Hier kam er auf 23 Einsätze. Wo er von Januar 2020 bis Dezember 2022 spielte, ist unbekannt. Im Dezember 2022 verpflichtete ihn der Drittligist Phuket Andaman FC. Mit dem Klub aus Phuket spielt er in der Southern Region der Liga.